# Рэп-метал
Рэп-метал (англ. Rap metal) — поджанр альтернативного метала и рэп-рока, появившийся в конце 1980-х. Является слиянием вокальных и инструментальных элементов метала и хип-хопа. Его часто путают с рэп-роком, рэпкором и ню-металом, однако с последним он зачастую переплетается.

## История
Истоки данного поджанра можно увидеть как среди хип-хоп-исполнителей, семплировавших метал-песни (Beastie Boys, Cypress Hill, Esham и Run-D.M.C.,), так и среди метал-исполнителей с влиянием хип-хопа (24-7 Spyz и Faith No More).
Трэш-метал-группа Anthrax объединила в 1987 году метал и хип-хоп на миньоне «I’m the Man», а в 1991 году участвовала в записи песни «Bring the Noise» хип-хоп-группы Public Enemy. Далее, в 1988 году, рэпер Sir Mix-A-Lot совместно с группой Metal Church издают сингл «Iron Man», основанный на соответствующей песне группы Black Sabbath.
В 1990 году рэпер Ice-T формирует трэш-метал-группу Body Count и в 1991 году во время выступления на фестивале Lollapalooza исполняет сет, состоявший наполовину из рэп-песен, наполовину из метал-песен. Группа Stuck Mojo также считается первопроходцем рэп-метала.
Дебютный альбом группы Rage Against the Machine, изданный в 1992 году, был хорошо принят критиками и считается классикой рэп-рока. Помимо всего прочего их звучание содержит также панк, метал и фанк, из-за чего их можно отнести как к рэпкору, так и к рэп-металу и фанк-металу. К концу 1990-х набирает популярность ню-метал, некоторые исполнители которого, как, например, Linkin Park, Limp Bizkit, Papa Roach, P.O.D. очень близки к рэп-металу.
В 2000 году группа Cypress Hill отметилась альбомом «Skull & Bones» с метал-влиянием. Участники этой группы читают рэп также и в сторонних рэп-метал-проектах. По словам одного из них, рэпера B-Real, его группа под названием «Kush» звучит более агрессивно, чем другие рэп-метал-группы. Другой участник Cypress Hill, рэпер Sen Dog, ещё до издания «Skull & Bones», в 1996 году, сформировал рэп-рок/метал-группу под названием «SX-10»..

## Влияние на другие жанры

### Ню-метал
Ню-метал (англ. nu metal, также известный как nü-metal и aggro-metal) — жанр, сочетающий элементы хэви-метала с элементами других музыкальных жанров, таких как хип-хоп, альтернативный рок, фанк, индастриал и гранж. Ню-метал группы черпали элементы и влияния из различных музыкальных стилей, включая рэп-метал и другие поджанры хэви-метала.

### Трэп-метал
Трэп-метал (англ. trap metal, также известный как ragecore, hardcore trap, industrial trap и scream trap) — фьюжн-жанр, который сочетает в себе элементы трэп-музыки и хэви-метала, а также элементы других жанров, таких как индастриал и ню-метал. Он характеризуется искаженными битами, речитативом из хип-хопа, жестким вокалом и низко настроенными гитарами.

## Представители
Журнал Metal Hammer опубликовал список из 5 самых важных альбомов рэп-метала:
- Body Count – Body Count (1992)
- Rage Against the Machine – Rage Against the Machine (1992)
- Various Artists – Judgment Night (1993)
- Limp Bizkit – Chocolate Starfish and the Hot Dog Flavored Water (2000)
- Backxwash – God Has Nothing To Do With This Leave Him Out Of It (2020)